# 4834 Thoas
4834 Thoas је Јупитеров тројански астероид са пречником од приближно 86,82 .
Афел астероида је на удаљености од 5,947 астрономских јединица (АЈ) од Сунца, а перихел на 4,507 АЈ.
Ексцентрицитет орбите износи 0,137, инклинација (нагиб) орбите у односу на раван еклиптике 28,450 степени, а орбитални период износи 4365,328 дана (11,951 годину).
Апсолутна магнитуда астероида је 9,20 а геометријски албедо 0,049.
Астероид је откривен 11. јануара 1989. године.